# Xã Walshtown, Quận Yankton, Nam Dakota
Xã Walshtown (tiếng Anh: Walshtown Township) là một xã thuộc quận Yankton, tiểu bang Nam Dakota, Hoa Kỳ. Năm 2010, dân số của xã này là 157 người.